# MirrorVision
MirrorVision byl britský placený filmový kanál, 100% vlastněný miliardářem československého původu, Robertem Maxwellem, prostřednictvím společnosti MirrorVision Film Services Limited. Filmový kanál MirrorVision vysílal mezi lety 1985 a 1986, kdy bylo jeho vysílání zastaveno ve prospěch konkurenčního kanálu Prem1ere. MirrorVision se zaměřoval především na vysílání klasických filmů a seriálů.

## Historie
Předchůdcem filmového kanálu MirrorVision byl taktéž britský placený filmový kanál TEN The Movie Channel, jehož zkratka TEN znamenala The Entertainment Network. Po vlastnických změnách v kabelové síti britského vysílatele Rediffusion Cablevision, do které vstoupil Robert Maxwell, došlo v brzké době k ukončení vysílání a od 2. června 1985 následné obnově pod novým názvem MirrorVision. Stanice byla distribuována nekódovaně do dalších kabelových sítí prostřednictvím družice Intelsat VA-F11, umístěné na orbitální pozici 27,5° západně. 
Během prvního roku vysílání došlo ke změně loga a související grafiky. Z původní červené varianty se přešlo na logo tvořené velkým písmenem M, pod kterým se na modrém pozadí nacházel nápis MIRRORVISION. 
Od září 1985 bylo po předešlých odkladech rozšířeno vysílání o odpolední blok seriálů, magazínů a filmů s názvem MirrorVision Matinee, jehož vysílání začínalo již ve 14 hodin středoevropského času. Do té doby MirrorVision vysílal od 18 hodiny.
Filmový kanál MirrorVision vysílal v roce 1986 14 hodin programu denně, především celovečerní hrané filmy, seriály, dokumenty, klasické, a v noci také erotické filmy.
Vzhledem ke vstupu Roberta Maxwella do konkurenčního filmového kanálu Prem1ere a jeho následném sloučení s MirrorVision, došlo 31. března 1986 k ukončení vysílání placeného kanálu MirrorVision ve prospěch silnější značky Prem1ere. 

## Dostupnost

### Satelitní vysílání
| Rok       | Družice                  | Frekvence (GHz) | Norma | Kódování | Vysílací čas (SEČ) |
| --------- | ------------------------ | --------------- | ----- | -------- | ------------------ |
| 1985-1986 | Intelsat VA-F11 (27,5°W) | 11,175/H        | PAL   | žádné    | 18:00-04:00        |

### Kabelová televize
Vysílání bylo šířeno prostřednictvím britské kabelové sítě British Cable Systems, původně známé pod názvem Rediffusion M.

## Televizní pořady
- 1986 Matinee Movie Special

## Filmy a seriály

### Seriály
- 1984 Giustina
- 1986 Bailey's Bird (1977)
- 1986 Power Without Glory (1976)
- 1986 Mary Hartmanová, Mary Hartmanová (Mary Hartman, Mary Hartman) (1976)
- 1986 Ryan's Hope (1975)

### Filmy
- 1985 Bandité na BMX (BMX Bandits) (1983)
- 1985 Bruce Lee: Neporažený (The Chinese Stuntman) (1981)
- 1985 Klub Pickwickovců (Pickwick Papers) (1952)
- 1985 Teta Mary (Aunt Mary) (1979)
- 1985 Šedá liška (The Grey Fox) (1982)
- 1985 Dixie měnící návyky (Dixie Changing Habits) (1983)
- 1985 Nejlepší bordýlek v Texasu (The Best Little Whorehouse in Texas) (1982)
- 1985 Octaman (1971)
- 1985 Hercules Unchained (1959)
- 1985 Nahýma očima (Through Naked Eyes) (1983)
- 1985 Dar života (The Gift of Life) (1983)
- 1985 Cínový panáček (Tin Man) (1983)
- 1985 Noční můra ve vosku (Nightmare in Wax) (1983)
- 1985 Pepita Jiménez (Bride to Be) (1975)
- 1985 Pronásledování D.B. Coopera (Persuit of D.B. Cooper) (1981)
- 1985 Suburban Wives (1972)
- 1985 The Last Touch of Love
- 1985 Harry a syn (Harry & Son)
- 1985 Třída (Class) (1983)
- 1985 Ultraman 2
- 1985 Wacko (1981)
- 1986 Afternoon Delight
- 1986 Frog Dreaming (1986)
- 1986 Lie of the Land
- 1986 Lies
- 1986 Mutant 2
- 1986 Vyber si mě (Choose Me) (1984)